# Myrsine howittiana
Myrsine howittiana là một loài thực vật có hoa trong họ Anh thảo. Loài này được (F. Muell. ex Mez) Jackes mô tả khoa học đầu tiên năm 2005.